# Primavera – Partido Verde
Primavera – Partido Verde (em esloveno:  VESNA – zelena stranka; Vesna) é um partido político verde esloveno, fundado a 9 de fevereiro de 2022. No congresso de fundação, apresentou o programa e 4 pilares do programa: meio ambiente, democracia, justiça social e criatividade.
O partido começou a aparecer nas pesquisas de opinião desde dezembro de 2021.